# Akutmedizin
Die Akutmedizin ist ein Fachgebiet der inneren Medizin, welches in den frühen 2000er Jahren in Großbritannien entstand. Im Gegensatz zur Notfallmedizin wird Akutmedizin nur in einem klinischen Rahmen angewendet und der Fokus liegt auf der Therapie von kritischen Verletzungen und Erkrankungen der inneren Organe.

## Geschichte
Das Fachgebiet entstand in Großbritannien, nachdem eine gemeinsame Studie des Royal College of Physicians in Edinburgh und Glasgow im Jahre 1998 nahelegte, dass ein erhöhter Bedarf in der Versorgung von Menschen mit akuten medizinischen Problemen bestünde. Weitere Studien und Berichte führten in den folgenden Jahren dazu, dass sich Akutmedizin als eigenes Teilgebiet der inneren Medizin entwickelte. Im Jahre 2003 wurde es als offizielles medizinisches Fachgebiet durch die gemeinsame Specialist Training Authority der Royalen medizinischen Universitäten anerkannt.

## Organisation
Akutmediziner arbeiten für gewöhnlich in der Notaufnahme, der Anästhesiologie oder in der Unfallchirurgie. Einige Krankenhäuser haben auch eigene Stationen, so genannte Medizinische Erstbeobachtungseinheiten (engl. medical assessment unit, MAU) oder eine Akutmedizinische Station (engl. acute medical unit, AMU) eingerichtet. Ziel ist es, dass ein Patient in den ersten 48 Stunden nach seiner Aufnahme intensiv durch einen Spezialisten betreut und dann entweder entlassen oder auf eine spezialisierte Station verlegt werden kann.
Durch die Einrichtung von akutmedizinischen Stationen konnte die Effektivität von ambulanten Behandlungen, wie beispielsweise bei einer tiefen Beinvenenthrombose, erheblich verbessert werden. Die Überwachung eines Patienten soll durch die Akutmedizin erleichtert werden, indem die Anzahl vollstationärer Aufnahmen verringert wird.